# Тричі Герої Радянського Союзу
Список Тричі Героїв Радянського Союзу містить осіб, тричі нагороджених званням Героя Радянського Союзу. При першому нагородженні разом з Золотою зіркою вручався Орден Леніна, при наступних — лише Золота зірка. Погруддя тричі нагороджених встановлювалося в Москві поруч з Кремлем. До списку включено всіх 3 осіб, які були нагороджені цим званням.
1. Будьонний Семен Михайлович
2. Кожедуб Іван Микитович
3. Покришкін Олександр Іванович